# Boophis periegetes
Boophis periegetes är en groddjursart som beskrevs av John E. Cadle 1995. Boophis periegetes ingår i släktet Boophis och familjen Mantellidae. IUCN kategoriserar arten globalt som otillräckligt studerad. Inga underarter finns listade.